# تونی وگاس
تونی وگاس (به انگلیسی: Tony Wegas) (زاده ۳ می ۱۹۶۵) خواننده اتریشی است.
او نماینده اتریش در مسابقه آواز یوروویژن ۱۹۹۲، مسابقه آواز یوروویژن ۱۹۹۳ بود.